# Johanna Salomaa
Pour les articles homonymes, voir Salomaa.
Johanna Salomaa, dite Jonsu, est née à Espoo en Finlande le 18 janvier 1984.
Jonsu, du groupe finlandais Indica, s'occupe du chant et de l'écriture des chansons. Elle a fait du violon quand elle était petite, et c'est pendant ces cours qu'elle rencontra Heini, la bassiste du groupe, qui accepta de se joindre à elle. Jonsu chante en finnois, à l'exception de l'album A Way Away pour lequel elle chante en anglais.